# Рудольфшюгель
Спорти́вний клу́б «Рудольфшюгель» Ві́день (нім. Sport-Club Rudolfshügel Wien) — австрійський футбольний клуб, заснований у 1902 році. В 1934 році припинив своє існування.

## Досягнення
- Віце-чемпіон Австрії: 1919
- Третій призер чемпіонату Австрії: 1917, 1921

## Статистика
| Сезони | Матчі | Перемоги | Нічиї | Поразки | Різниця м'ячів | Очки |
| ------ | ----- | -------- | ----- | ------- | -------------- | ---- |
| 15     | 299   | 99       | 59    | 141     | 540 — 666      | 257  |

## Найкращий бомбардир чемпіонату Австрії
- 1 — Йоганн Фрелер: 1919 (14 голів)
- 1 — Ернст Вінклер: 1920 (21 гол)